# 日立電鉄線
日立電鉄線（ひたちでんてつせん）は、茨城県常陸太田市の常北太田駅と日立市の鮎川駅とを結んでいた日立電鉄の鉄道路線である。
『鉄道要覧』には大甕駅 - 常北太田駅間と大甕駅 - 鮎川駅間の2路線に分けて記載されていたが、事実上1本の路線だった。なお、路線名はどちらも日立電鉄線だった。
2004年2月1日、橋梁などの設備更新の経費がかさむことなどを理由に2005年3月31日限りでの廃止が表明され、2005年4月1日をもって廃線となった。最終運転日は前日の3月31日。廃線後は日立電鉄傘下の日立電鉄交通サービス（後に茨城交通と合併）により、バスによる代替路線の新設・既存路線の増発が行われている。

## 路線データ
- 路線距離（営業キロ）：18.1 km（大甕駅 - 常北太田駅11.5 km、大甕駅 - 鮎川駅6.6 km）
- 軌間：1067 mm
- 駅数：14駅（起終点駅を含む）
- 複線区間：なし（全線単線）
- 電化区間：全線（直流600 V）
- 最高速度：60 km/h[1]
- 車両基地所在駅：久慈浜駅

## 歴史

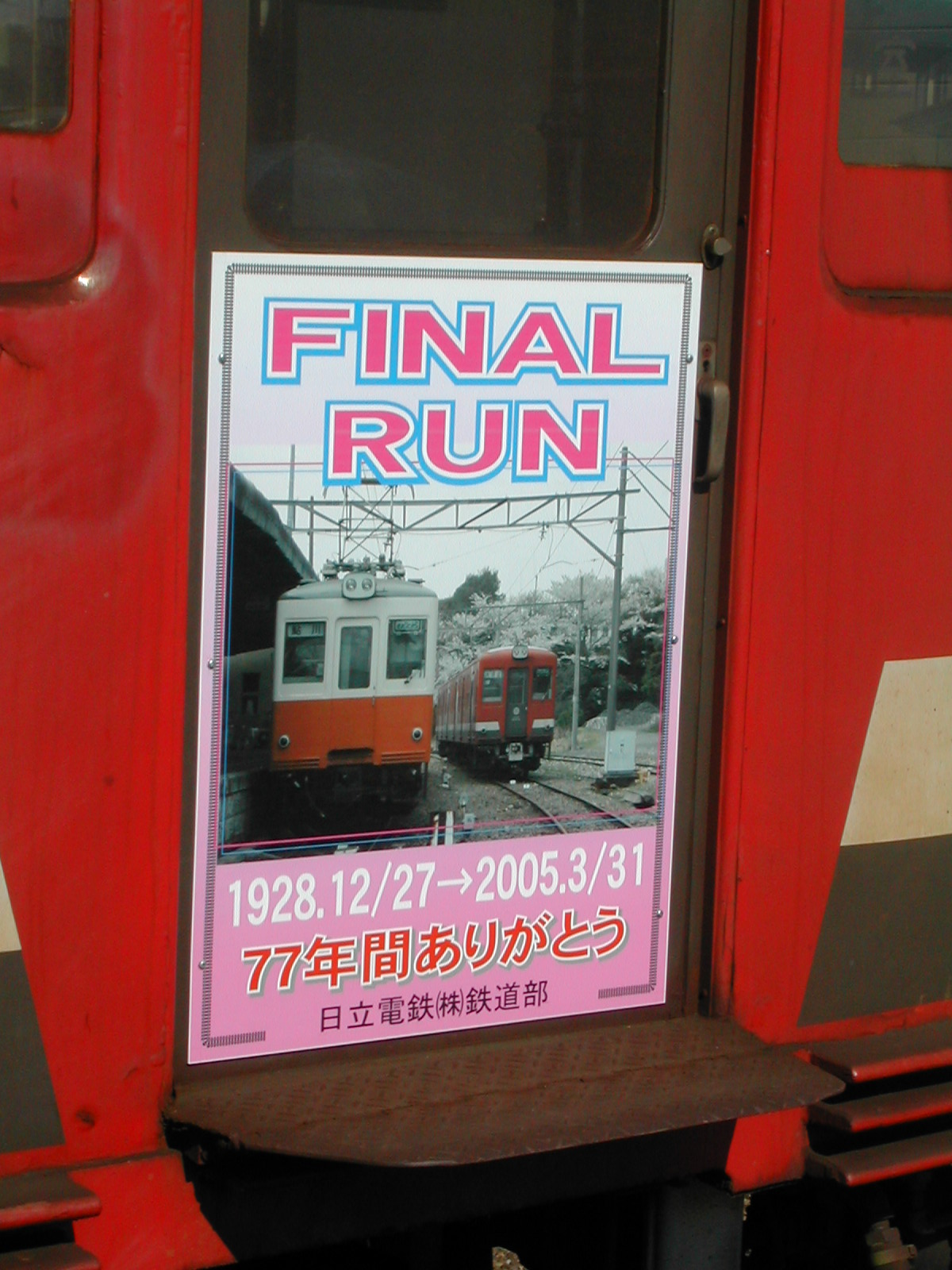
営業終了時に車体前方に張られたファイナルランの看板

- 1922年（大正11年）11月16日 - 常北電気鉄道に対し鉄道免許状下付（多賀郡坂上村 - 久慈郡小里村間）[3]。
- 1927年（昭和2年）5月4日 - 起業目論見変更認可（多賀郡坂上村-久慈郡太田町間）[4]。
- 1928年（昭和3年）12月27日 - 大甕駅 - 久慈駅（後の久慈浜駅）間を開業。
- 1929年（昭和4年）
  - 7月3日 - 久慈駅 - 常北太田駅間が開業[5]。
  - 8月15日 - 久慈駅を久慈浜駅に改称。
- 1942年（昭和17年）5月22日 - 鉄道免許状下付（多賀郡多賀町-同郡日立市）[6]
- 1944年（昭和19年）7月31日 - 常北電気鉄道が日立製作所傘下のバス会社と合併し日立電鉄が発足、同社の日立電鉄線となる。
- 1947年（昭和22年）9月1日 - 大甕駅 - 鮎川駅間が開業。
- 1969年（昭和44年）3月8日 - 全線CTC化。
- 1971年（昭和46年）10月1日 - 大甕駅 - 常北太田駅間でラッシュ時を除いてワンマン運転を開始（軌道線を除く日本の鉄道としては同年8月の関東鉄道竜ヶ崎線に次ぐ実施）。
- 1996年（平成8年）11月1日 - 全列車ワンマン運転化。
- 2005年（平成17年）4月1日 - 全線廃止。

## 路線概要

### 常北太田駅 - 大甕駅間
常陸太田市と日立市との都市間輸送を担っていた。全日制の高等学校が常陸太田市内に3校・日立市内に8校あり（いずれも路線廃止当時）、県立高校の学区も同じ学区同士だった両市間での通学需要が大きかった。
途中駅のほとんどは周辺が農地で人家が少なく、常北太田駅と大甕駅の両駅の利用が目立っていた。日立港の最寄で駅周辺が密集した市街地である久慈浜駅 - 大甕駅間の1駅間だけの利用も多かった。
路線の廃止が発表された際には地元高校生らが路線存続を訴え、ニュースなどで話題となった。

### 大甕駅 - 鮎川駅間
常磐線と太平洋に挟まれる形で走行し、常磐線とは200 - 800 mほどの距離を置きながら並走していた。沿線は日立市の密集した市街地で、日立製作所およびその関連企業の工場が多く点在しており、太平洋に至近であることから海水浴場も多い。
沿線人口は多いものの、終点の鮎川駅は日立駅の3 km手前にあり、商業施設が集積する日立駅周辺へのアクセス利用には向いていなかった。その利便性の低さが、日立電鉄線の利用者が伸びない一因でもあった。

## 運行形態

### 2004年3月12日まで
日中は1時間に2本ほどの本数。大甕駅で常磐線に接続するダイヤのため、20 - 40分の不定な間隔だった。そのため駅によっては、1時間に1本という時間帯があった。朝ラッシュ時はおおむね15分間隔で、1時間に4本ほど運行されていた。
常北太田駅 - 鮎川駅間の全区間を走行する列車を基本とし、早朝・深夜を中心に区間列車が設定されていた。
以下のデータは2001年6月のものであり、2004年3月12日まではダイヤ改正のたびに、列車本数が若干増減している。
- 上り（鮎川方面）
  - 常北太田発 鮎川行き（平日34本・土休日28本）
  - 大甕発 鮎川行き（平日2本・土休日3本）
  - 大甕発 大沼行き（平日・土休日ともに1本）
  - 常北太田発 大甕行き（平日・土休日ともに1本）
- 下り（常北太田方面）
  - 鮎川発 常北太田行き（平日32本・土休日27本）
  - 大甕発 常北太田行き（平日2本・土休日1本）
  - 大沼発 常北太田行き（平日・土休日ともに1本）
  - 鮎川発 大甕行き（平日・土休日ともに4本）

大甕駅 - 常北太田駅間の終電は22時半、大甕発鮎川行きが22時20分過ぎで、折り返し40分過ぎ発が終電だった。土曜・休日は終電が早かった。

### 2004年3月13日ダイヤ改正 - 2005年3月31日廃止まで
日中の運転間隔を60分間隔とする大幅な減便が実施され、同時に日立電鉄線の廃止も発表された時期である。
- 上り（鮎川方面）
  - 常北太田発 鮎川行き（平日22本・土休日17本）
  - 大甕発 鮎川行き（平日1本・土休日3本）
  - 久慈浜発 鮎川行き（平日のみ1本）
  - 常北太田発 大甕行き（平日1本・土休日3本）
- 下り（常北太田方面）
  - 鮎川発 常北太田行き（平日22本・土休日16本）
  - 大甕発 常北太田行き（平日2本・土休日4本）
  - 鮎川発 久慈浜行き（平日のみ1本）
  - 鮎川発 大甕行き（平日1本・土休日4本）

大甕発の終電は繰り上がり、両方向とも22時過ぎ、折り返し鮎川発20分過ぎが終電であった。
ラッシュ時などに例外があったが2002年12月1日からは列車は2両編成に固定されている。かつてはラッシュ時に4両編成や、逆に日中閑散時には1両編成での運用があった。
全列車がワンマン運転を行っていた。駅員配置時間を除くと先頭車両後ろ乗り前降りで、後ろ側の車両の扉と先頭車両の中央の扉は無人駅や駅員配置時間以外の時間には開かない。終日駅員配置は大甕駅と常北太田駅のみであった。

## 利用状況

### 輸送実績
日立電鉄線の近年の輸送実績を下表に記す。廃止直前の年間輸送実績が約140万人。1キロあたりの1日の平均乗車人員を表す輸送密度では最終年度の2004年度が1303人/日だった。全国的な鉄道廃止実績からみると、路線延長20 km程度で、140万人またはこれ以下の輸送実績で現在でも運営されている中小私鉄は多数存在しており、比較的高い輸送実績レベルでの廃止となった。表中、輸送人員の単位は万人。輸送人員は年度での値。表中、最高値を赤色で、最高値を記録した年度以降の最低値を青色で、最高値を記録した年度以前の最低値を緑色で表記している。
日立電鉄線は沿線に工場が多く立地していたことや、当時は日立市内の道路事情が悪かったため、ローカル私鉄にしては通勤定期の比率が高かった。バブル崩壊後に日立製作所やその関連会社が工場閉鎖など大掛かりな合理化を実施したため、モータリゼーションも加わって沿線人口や通勤利用者の著しい減少につながり、廃止の一因になった。下記統計でも1995年以降の10年で半減以下に落ち込んだ利用者急減ぶりが読み取れる。
| 年 度              | 輸送実績（乗車人員）：万人/年度 | 輸送実績（乗車人員）：万人/年度 | 輸送実績（乗車人員）：万人/年度 | 輸送実績（乗車人員）：万人/年度 | 輸送密度 人/1日 | 特 記 事 項              |
| ------------------ | ------------------------------- | ------------------------------- | ------------------------------- | ------------------------------- | --------------- | ------------------------ |
| 年 度              | 通勤定期                        | 通学定期                        | 定 期 外                        | 合 計                           | 輸送密度 人/1日 | 特 記 事 項              |
| 1961年（昭和36年） |                                 |                                 |                                 | 717                             |                 | 旅客輸送実績最高値を記録 |
| 1975年（昭和50年） | 225.6                           | 69.4                            | 111.8                           | 406.8                           | 3,351           |                          |
| 1976年（昭和51年） | 216.4                           | 70.8                            | 110.8                           | 398.0                           | 3,230           |                          |
| 1977年（昭和52年） | 218.1                           | 73.9                            | 111.0                           | 403.1                           | 3,197           |                          |
| 1978年（昭和53年） | 222.0                           | 76.2                            | 109.3                           | 407.5                           | 3,215           |                          |
| 1979年（昭和54年） | 232.4                           | 76.7                            | 106.3                           | 415.4                           | 3,292           |                          |
| 1980年（昭和55年） | 233.2                           | 81.3                            | 104.0                           | 418.7                           | 3,356           |                          |
| 1981年（昭和56年） | 234.4                           | 82.5                            | 99.4                            | 416.5                           | 3,298           |                          |
| 1982年（昭和57年） | 232.1                           | 79.9                            | 100.2                           | 412.2                           | 3,232           |                          |
| 1983年（昭和58年） | 231.7                           | 79.4                            | 99.9                            | 410.9                           | 3,209           |                          |
| 1984年（昭和59年） | 225.7                           | 81.6                            | 95.9                            | 403.2                           | 3,164           |                          |
| 1985年（昭和60年） | 216.6                           | 83.5                            | 92.8                            | 392.9                           | 3,063           |                          |
| 1986年（昭和61年） | 206.3                           | 80.9                            | 87.1                            | 374.3                           | 2,913           |                          |
| 1987年（昭和62年） | 210.7                           | 80.9                            | 84.9                            | 376.5                           | 2,939           |                          |
| 1988年（昭和63年） | 210.8                           | 81.8                            | 86.2                            | 378.8                           | 2,929           |                          |
| 1989年（平成元年） | 211.1                           | 80.3                            | 88.3                            | 379.7                           | 2,995           |                          |
| 1990年（平成2年）  | 222.1                           | 79.1                            | 86.4                            | 387.6                           | 3,082           |                          |
| 1991年（平成3年）  | 230.2                           | 78.1                            | 88.0                            | 396.3                           | 3,105           |                          |
| 1992年（平成4年）  | 229.2                           | 75.4                            | 91.1                            | 395.7                           | 3,073           |                          |
| 1993年（平成5年）  | 224.0                           | 75.2                            | 89.5                            | 388.7                           | 3,073           |                          |
| 1994年（平成6年）  | 216.9                           | 76.3                            | 86.9                            | 380.1                           | 3,085           |                          |
| 1995年（平成7年）  | 189.9                           | 75.7                            | 83.6                            | 349.2                           | 2,876           |                          |
| 1996年（平成8年）  | 169.0                           | 70.9                            | 82.0                            | 321.9                           | 2,656           | 全列車ワンマン運転化     |
| 1997年（平成9年）  | 149.5                           | 64.6                            | 77.7                            | 291.8                           | 2,399           |                          |
| 1998年（平成10年） | 141.3                           | 59.8                            | 73.5                            | 274.6                           | 2,271           |                          |
| 1999年（平成11年） | 117.0                           | 54.0                            | 69.6                            | 240.6                           | 2,009           |                          |
| 2000年（平成12年） | 102.3                           | 50.8                            | 67.3                            | 220.4                           | 1,853           |                          |
| 2001年（平成13年） | 89.1                            | 49.4                            | 65.0                            | 203.5                           | 1,710           |                          |
| 2002年（平成14年） | 65.7                            | 46.8                            | 64.6                            | 177.1                           | 1,516           |                          |
| 2003年（平成15年） | 55.3                            | 45.4                            | 60.8                            | 161.5                           | 1,406           |                          |
| 2004年（平成16年） | 44.2                            | 38.0                            | 57.2                            | 139.4                           | 1,303           |                          |
| 2005年（平成17年） | 0.0                             | 0.0                             | 0.0                             | 0.0                             | 0               | 全線廃止                 |

### 収入実績
日立電鉄線の近年の収入実績を下表に記す。旅客運賃収入は1993年（平成5年）以降減少した。表中、収入の単位は千円。数値は年度での値。表中、最高値を赤色で、最高値を記録した年度以降の最低値を青色で、最高値を記録した年度以前の最低値を緑色で表記している。
| 年 度              | 旅客運賃収入：千円/年度 | 旅客運賃収入：千円/年度 | 旅客運賃収入：千円/年度 | 旅客運賃収入：千円/年度 | 旅客運賃収入：千円/年度 | 運輸雑収 千円/年度 | 総合計 千円/年度 |
| ------------------ | ----------------------- | ----------------------- | ----------------------- | ----------------------- | ----------------------- | ------------------ | ---------------- |
| 年 度              | 通勤定期                | 通学定期                | 定 期 外                | 手小荷物                | 合 計                   | 運輸雑収 千円/年度 | 総合計 千円/年度 |
| 1975年（昭和50年） | 171,101                 | ←←←←                    | 85,573                  | 373                     | 257,047                 | 5,615              | 262,662          |
| 1976年（昭和51年） | 208,178                 | ←←←←                    | 102,672                 | 479                     | 311,329                 | 6,458              | 317,787          |
| 1977年（昭和52年） | 215,044                 | ←←←←                    | 104,240                 | 624                     | 319,908                 | 7,209              | 327,147          |
| 1978年（昭和53年） | 241,834                 | ←←←←                    | 117,898                 | 480                     | 360,212                 | 7,659              | 367,873          |
| 1979年（昭和54年） | 254,028                 | ←←←←                    | 115,629                 | 430                     | 370,088                 | 7,530              | 377,619          |
| 1980年（昭和55年） | 272,092                 | ←←←←                    | 123,220                 | 381                     | 395,693                 | 7,741              | 403,435          |
| 1981年（昭和56年） | 303,697                 | ←←←←                    | 127,801                 | 273                     | 431,771                 | 10,058             | 441,832          |
| 1982年（昭和57年） | 314,698                 | ←←←←                    | 134,446                 | 264                     | 449,408                 | 15,366             | 464,774          |
| 1983年（昭和58年） | 329,487                 | ←←←←                    | 144,546                 | 166                     | 474,199                 | 11,015             | 485,214          |
| 1984年（昭和59年） | 328,521                 | ←←←←                    | 143,815                 | 65                      | 472,401                 | 11,176             | 483,577          |
| 1985年（昭和60年） | 343,113                 | ←←←←                    | 145,728                 | 1                       | 488,842                 | 10,044             | 498,886          |
| 1986年（昭和61年） | 336,181                 | ←←←←                    | 142,498                 | 0                       | 478,679                 | 16,544             | 495,223          |
| 1987年（昭和62年） | 292,033                 | 66,767                  | 148,627                 | 0                       | 507,427                 | 11,205             | 518,632          |
| 1988年（昭和63年） | 293,444                 | 66,750                  | 148,038                 | 0                       | 508,232                 | 12,300             | 520,532          |
| 1989年（平成元年） | 302,074                 | 74,715                  | 158,655                 | 0                       | 535,444                 | 12,401             | 547,845          |
| 1990年（平成2年）  | 317,064                 | 76,159                  | 158,756                 | 0                       | 551,979                 | 12,624             | 564,603          |
| 1991年（平成3年）  | 321,389                 | 75,100                  | 165,586                 | 0                       | 562,075                 | 12,421             | 574,496          |
| 1992年（平成4年）  | 321,505                 | 72,114                  | 177,373                 | 0                       | 570,992                 | 12,213             | 583,205          |
| 1993年（平成5年）  | 325,770                 | 85,584                  | 186,585                 | 0                       | 597,939                 | 14,545             | 612,484          |
| 1994年（平成6年）  | 316,193                 | 92,232                  | 182,741                 | 0                       | 591,166                 | 12,104             | 603,270          |
| 1995年（平成7年）  | 275,162                 | 95,200                  | 178,096                 | 0                       | 548,458                 | 14,148             | 562,606          |
| 1996年（平成8年）  | 242,034                 | 90,285                  | 174,872                 | 0                       | 507,191                 | 12,617             | 519,808          |
| 1997年（平成9年）  | 222,214                 | 85,266                  | 178,855                 | 0                       | 486,365                 | 17,104             | 503,469          |
| 1998年（平成10年） | 211,622                 | 81,980                  | 177,718                 | 0                       | 471,320                 | 24,103             | 495,423          |
| 1999年（平成11年） | 176,042                 | 75,673                  | 168,058                 | 0                       | 419,773                 | 23,186             | 442,959          |
| 2000年（平成12年） | 153,415                 | 71,655                  | 164,803                 | 0                       | 389,873                 | 41,966             | 431,839          |
| 2001年（平成13年） | 134,335                 | 68,604                  | 158,064                 | 0                       | 361,003                 | 38,338             | 399,341          |
| 2002年（平成14年） | 101,027                 | 65,584                  | 159,271                 | 0                       | 325,882                 | 29,452             | 355,334          |
| 2003年（平成15年） | 87,032                  | 64,648                  | 144,246                 | 0                       | 295,926                 | 26,188             | 322,114          |
| 2004年（平成16年） | 72,878                  | 55,802                  | 146,842                 | 0                       | 275,522                 | 41,388             | 316,910          |
| 2005年（平成17年） | 0                       | 0                       | 0                       | 0                       | 0                       | 0                  | 0                |

### 戦前の輸送収支実績
- 鉄道統計資料、鉄道統計、国有鉄道陸運統計各年度版

## 使用車両

### 廃止時点の在籍車両
- 2000形・3000形 - 帝都高速度交通営団（現・東京メトロ）から購入した銀座線用2000形電車（1992年 - 2005年）。台車・機器は同じく営団3000系電車のものを使用。2000形は2両1編成で、3000形は1両で運行可能な両運転台車。銀座線は第三軌条集電だったため、架空電車線方式の当路線で運行するにあたりパンタグラフが搭載された。これらは京王重機整備で改造された。なお、3000形は当初9両の導入を予定していたが、2両がキャンセルとなり、銚子電気鉄道がこの2両を導入した。

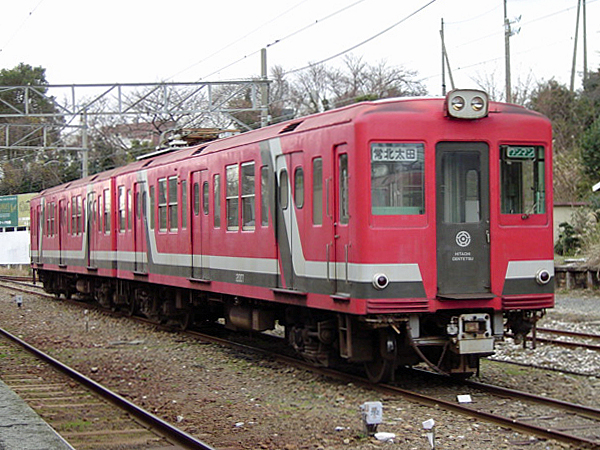
大甕駅に留置されている2000形電車
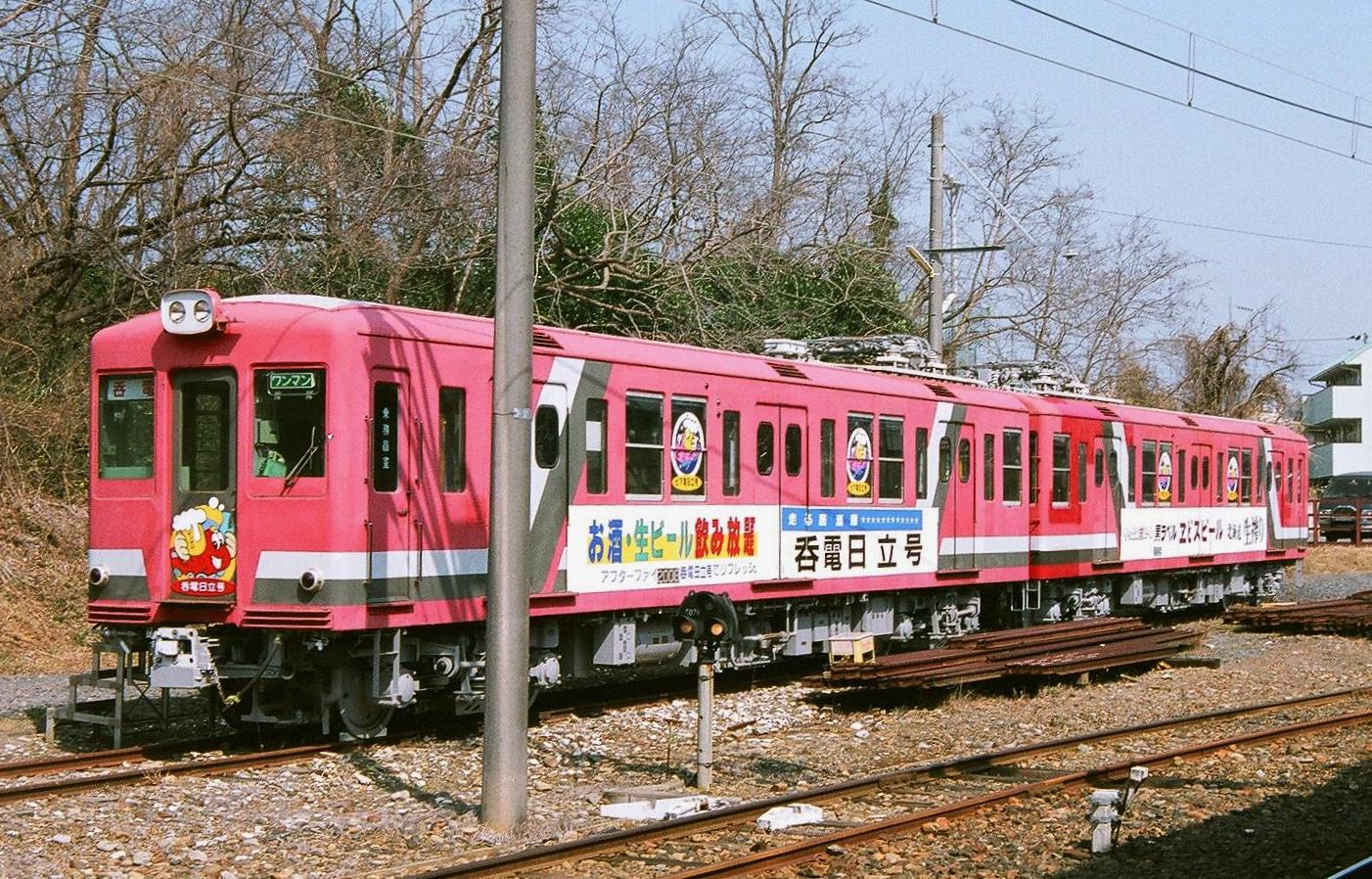
「呑電（どんでん）日立号」として、イベント車両へ改造された2000形電車
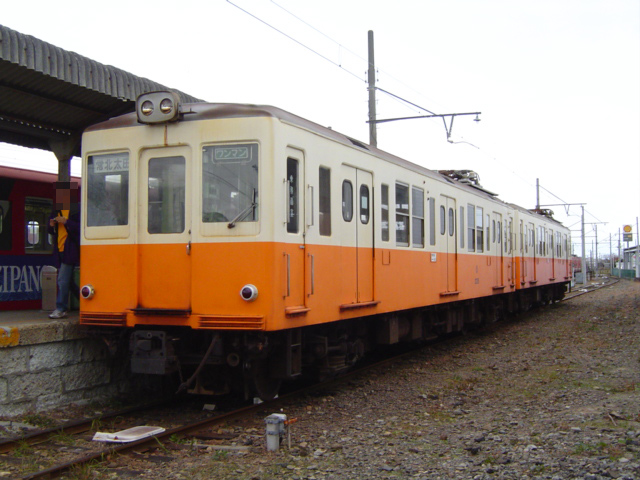
旧形電車の塗装になった3000形電車

### 廃止以前の在籍車両
戦前・戦中期の車両
- デハ8形 - 1942年日立製。自社発注車で、路面電車然としたスタイルだった。後に荷物電車に改造され、デワ8となった。1970年廃車。
- モハ9形 - 1943年日立製。自社発注車で、旧型車の中では長く残存した。1997年5月3日 - 5月5日にかけてさよなら運転が行われ廃車となった。

戦後復興期の車両
- モハ11形 - 1947年日立製。戦時中に営団地下鉄銀座線用に発注されたが未成となった200形を整備したものと言われている。1994年廃車。
- モハ101形 - 旧国鉄デハ6285形電車（製造時はナデ6110形）。1948年入線。その後荷物電車に改造されデワ101となった。廃車後の1972年3月に国鉄に返還され、鉄道100年を記念して復元保存された。現在、鉄道博物館に保存展示されている。
- モハ13形 - 元相模鉄道（現・JR東日本相模線）の、電車化された電気式ディーゼルカーで、1948年入線。1965年に前面を切妻化。一時期はモハ9などと共に昼間の単行運転の主力となった。1996年全廃。
- モハ1300形・クハ5300形 - 宇部鉄道（現・JR西日本宇部線）モハ21形・クハ11形の買収国電で、1957年に4両が入線。モハ1302-クハ5300の編成は1979年廃車になり、クハ5301も1985年廃車となった。残されたモハ1301は両運転台化改造がなされ、単行（1両）運転が可能となった。1991年廃車。

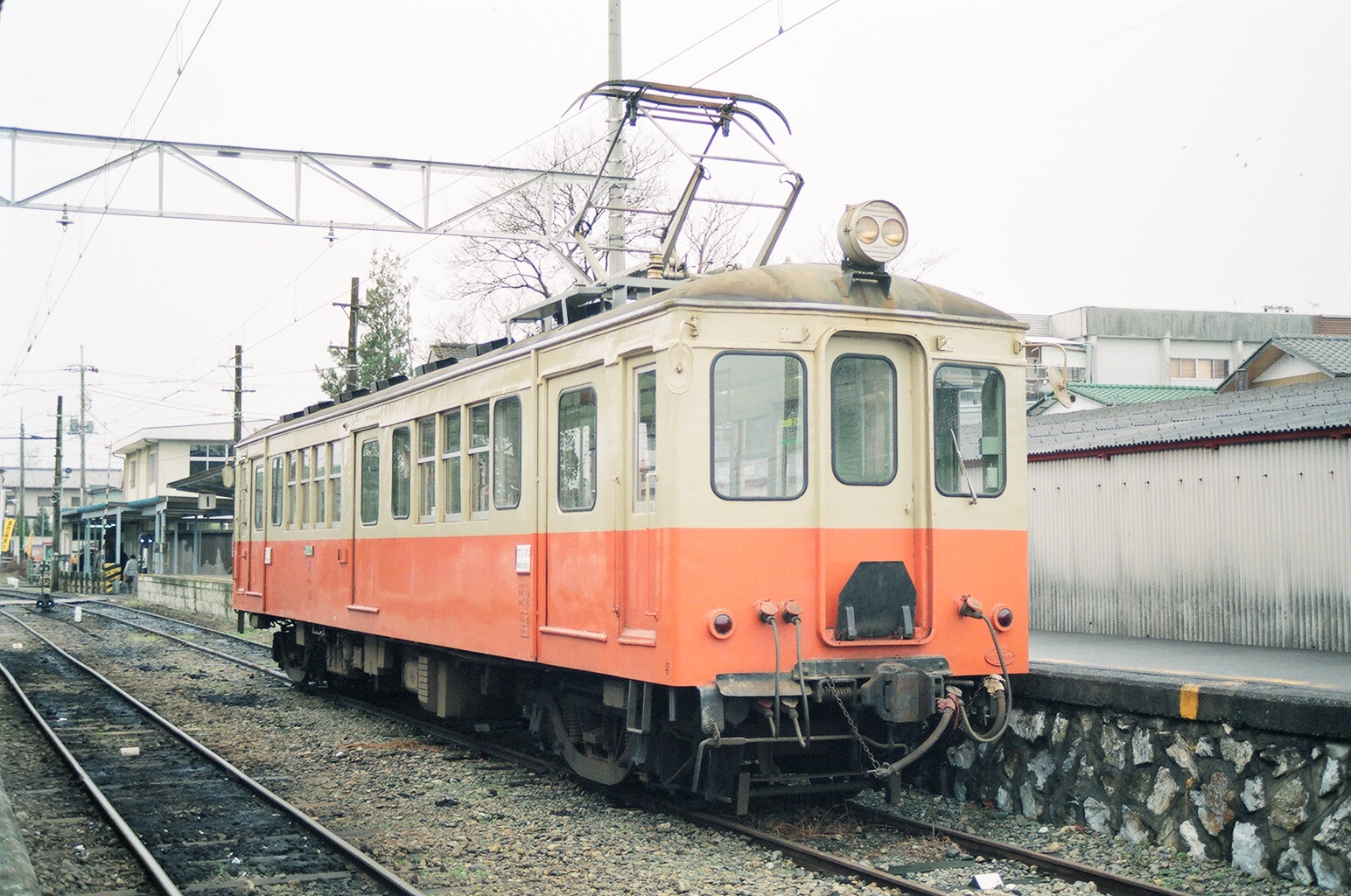
モハ12
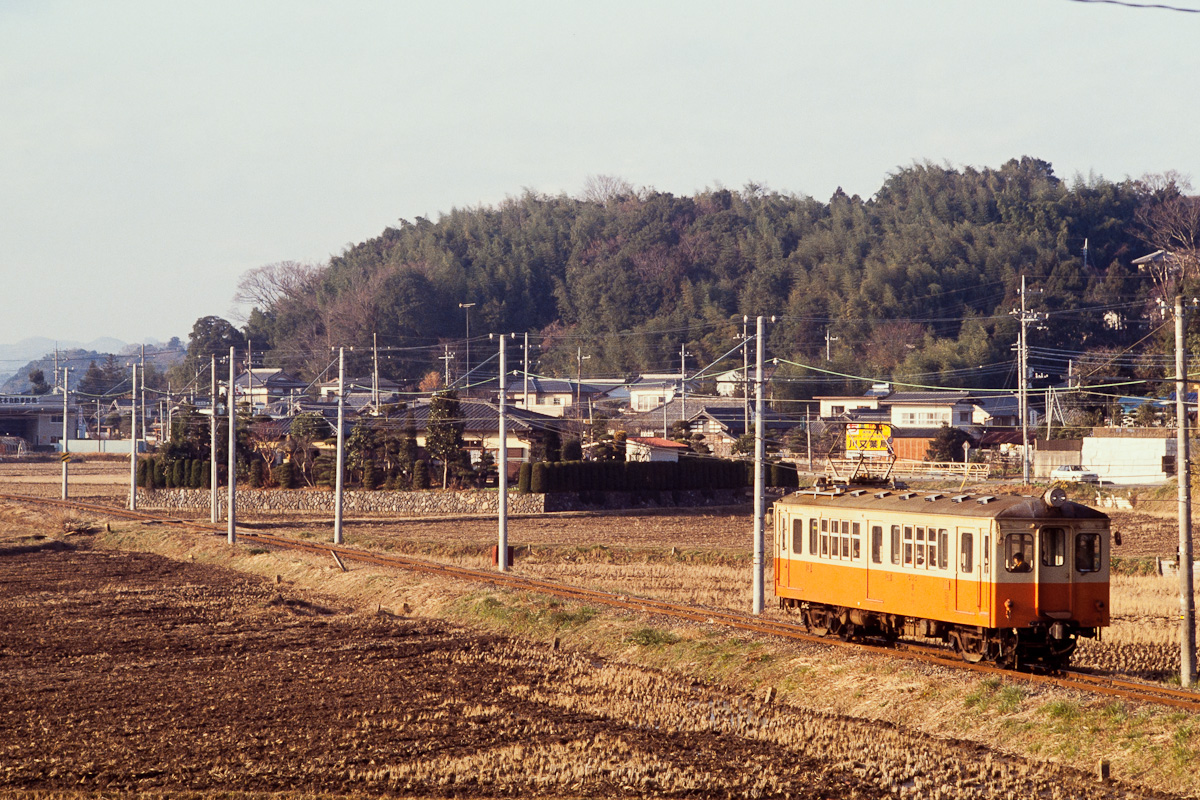
貫通扉の位置が独特なモハ11
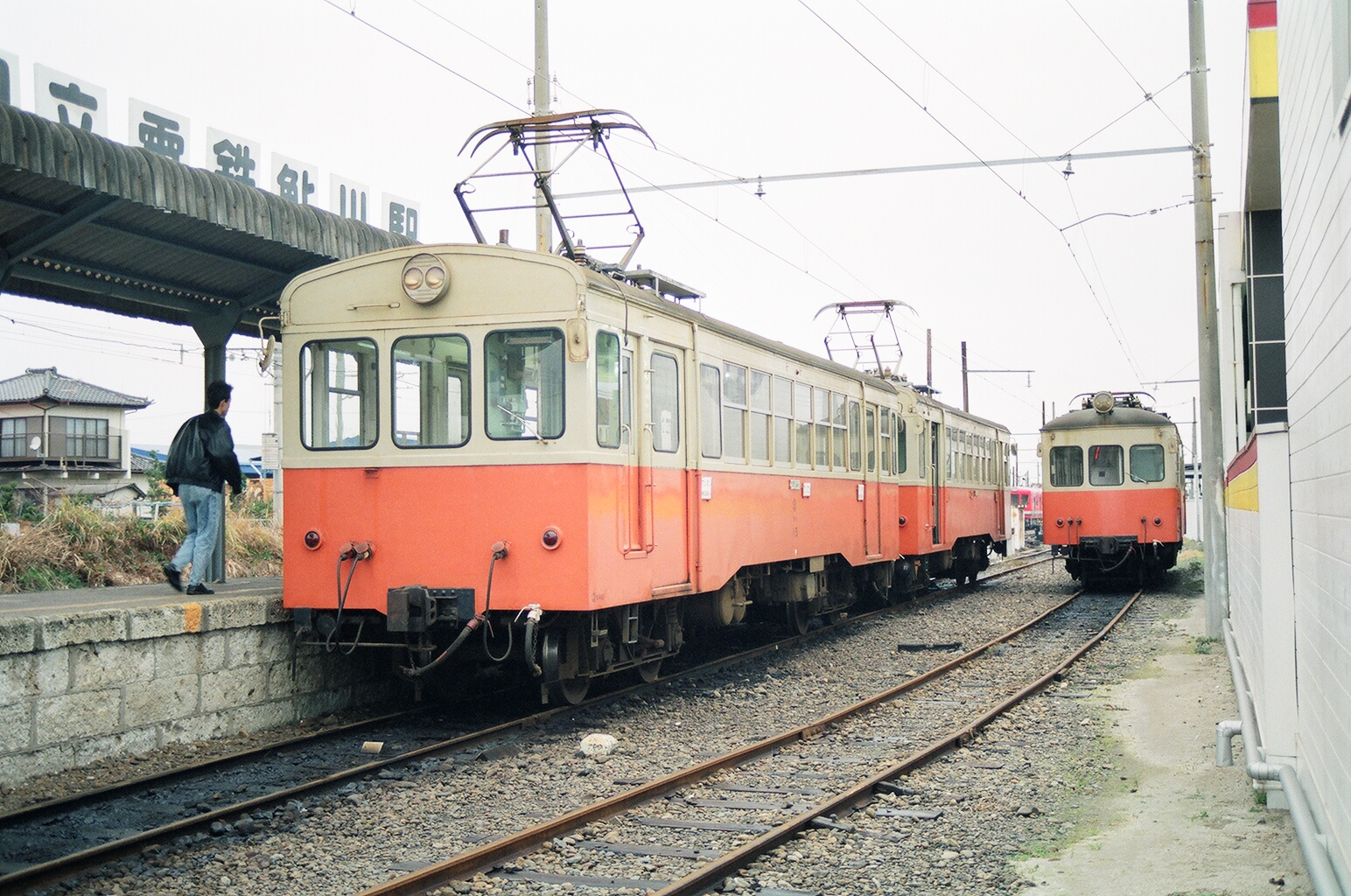
モハ15+モハ16、モハ9（右）
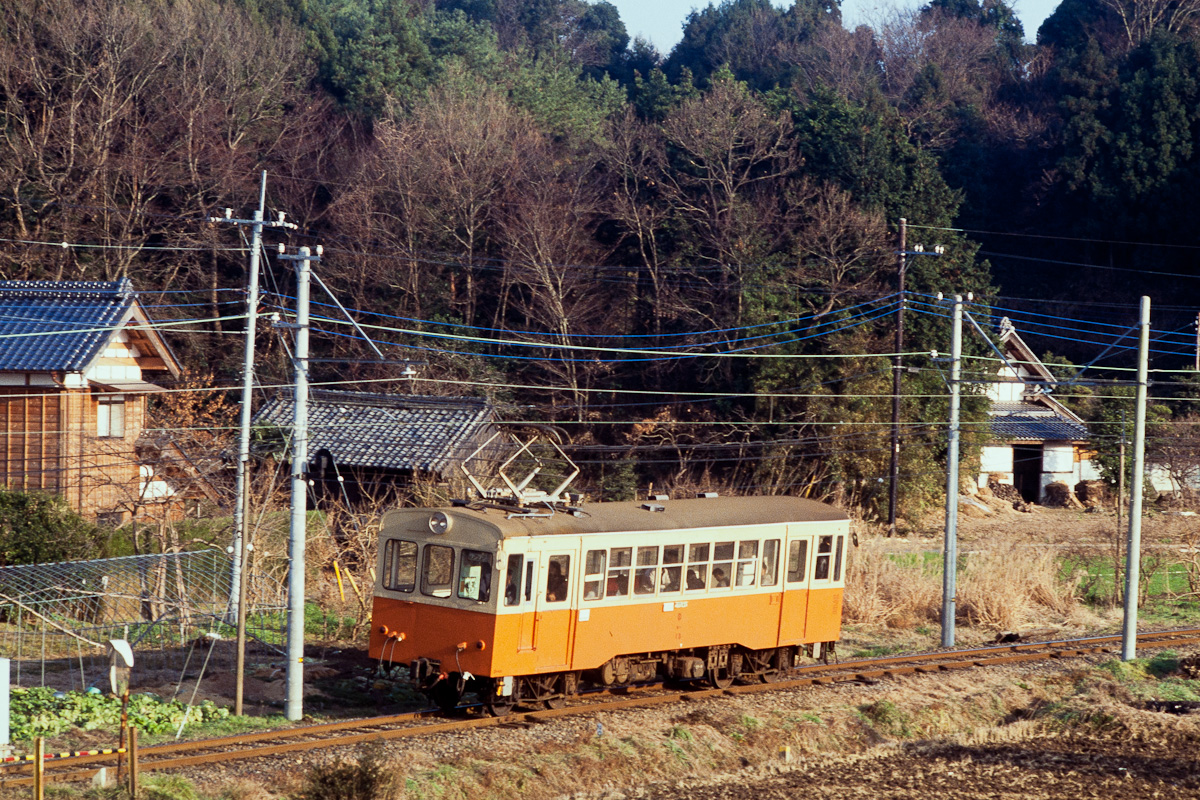
モハ13形（番号不明）
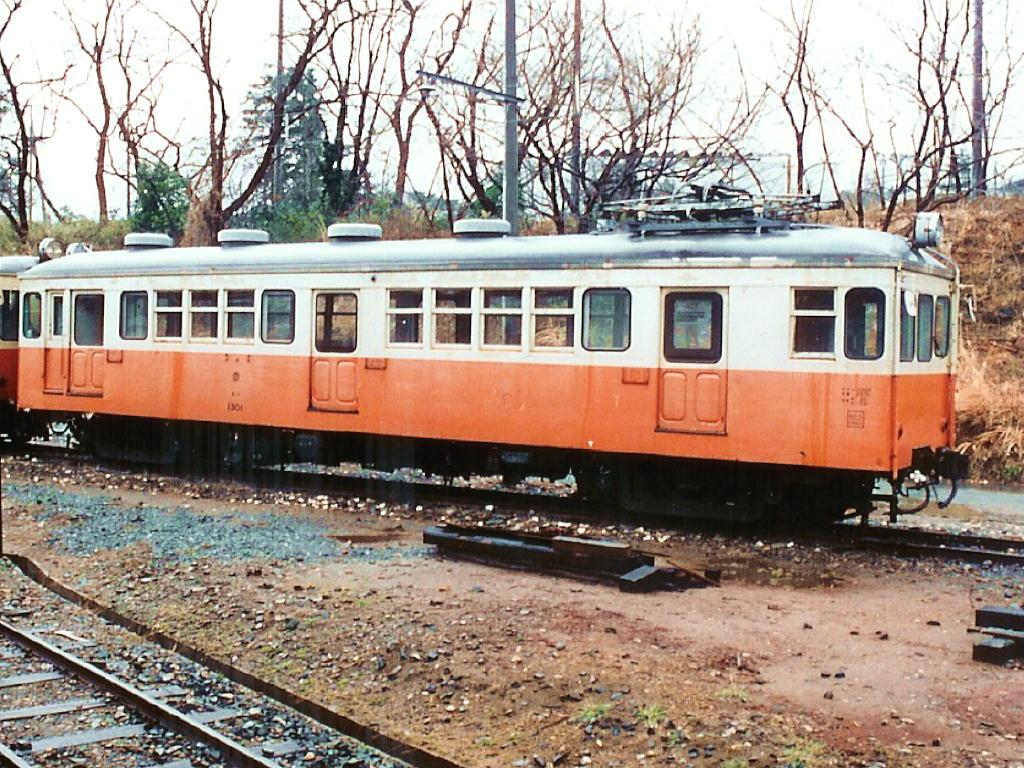
モハ1301

高度成長期の車両
- モハ1000形・サハ1501形 - 元小田急1100形（含相鉄1000形）。1960年から1979年の長期間に、小田急・相鉄の両社から10両が譲渡された。両運転台の車両から中間電動車まで形態はさまざまであった。1979年に相鉄から譲り受けたモハ1007・1008・1009の3両は、元荷物電車で荷物扉をそのまま使用（片側は固定）していた異色の存在であった。1993年までに全車廃車。
- モハ51形 - 元は1930年加藤車輌製の加太電気鉄道（現南海加太線）デニホ51。弘南鉄道を経て1962年入線。1982年廃車。
- モハ2230形 - 1927年東急車輛製造製。南武鉄道（現・JR東日本南武線）モハ100形を出自とする。弘南鉄道を経て1962年入線。1979年廃車。この車両はトミーテック製の鉄道コレクション第2弾で1/150スケールの鉄道模型として製品化されている。
- クハ2500形 - クハ2501・2502は元東京横浜電鉄のガソリンカーキハ1形。神中鉄道（現・相模鉄道）を経て1960年・1961年入線。1992年全車廃車。クハ2503・クハ2504は元相鉄モニ2000形の付随車クニ2506・クニ2511で、1979年入線。1991年廃車。
- クモハ100形 - 元静岡鉄道100形・1979年導入、1994年廃車
- クモハ351形 - 元静岡鉄道クモハ350形電車。1984年入線、1994年廃車。

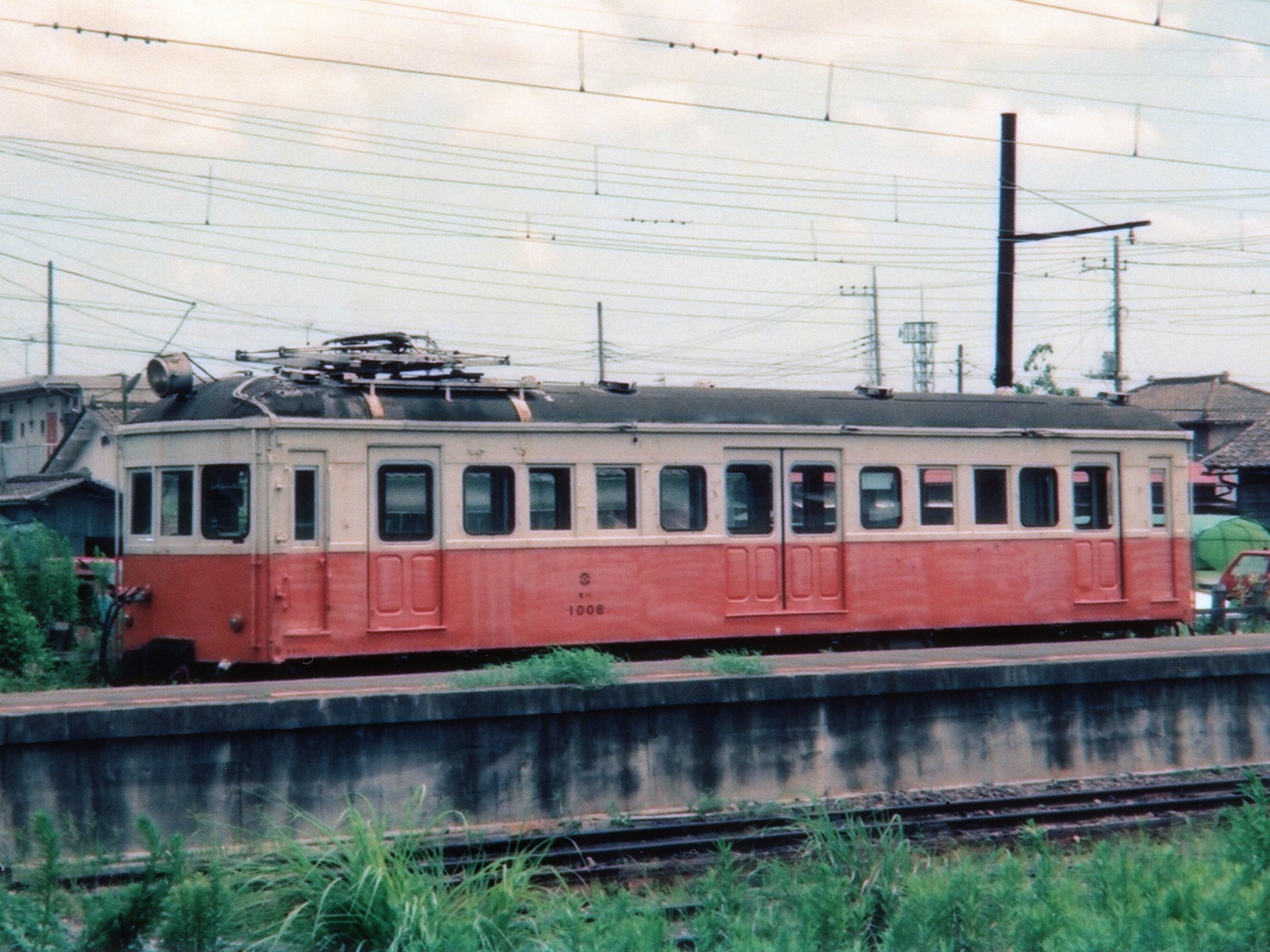
モハ1008
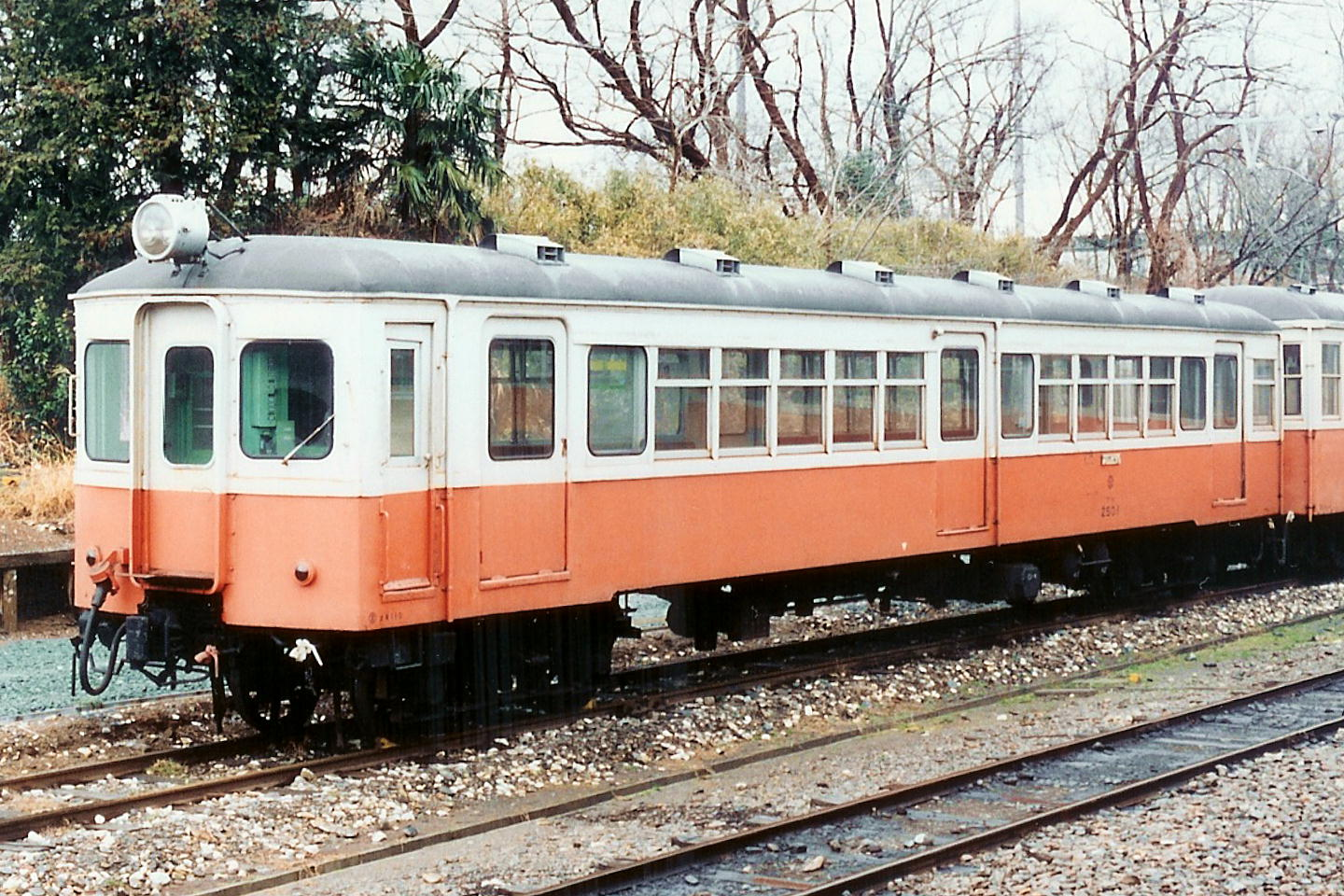
クハ2501
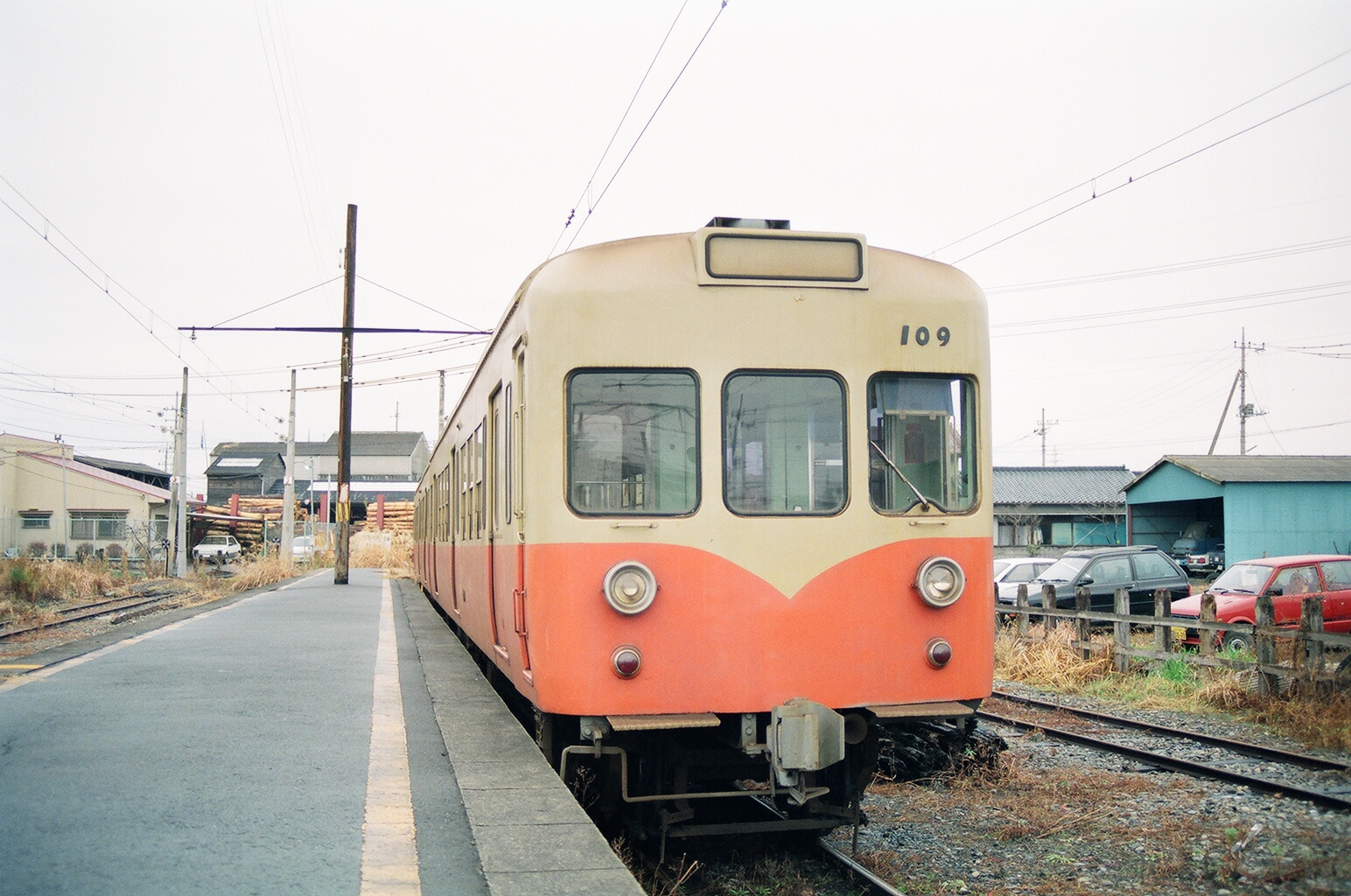
クハ109+クモハ110

電動貨車・貨車
- デワ1形 - 1940年製の木造電動貨車。1964年廃車。
- デワ2形 - 1929年製の木造電動貨車。1969年廃車。
- トム1001形 - 元西武鉄道トム1209。1962年西武所沢車両工場製。1970年入線、1997年廃車。廃車後も機械扱いとして残存し、廃線時まで姿を留めた。
- トラ101形 - 元東武鉄道トラ107。1966年東武杉戸工場製。1985年入線、1997年廃車。廃車後は散水車に改造され機械扱いとして残存し、廃線時まで姿を留めた。

### 1990年代および廃止後に保存された車両
日立電鉄は1991年から1997年にかけて廃車となった車両の多くを農家や運送会社などの民間に譲渡した。2025年現在でも旧日立電鉄線沿線を中心に残っているが、その多くは車体の劣化が激しいためいつ撤去されてもおかしくない状態のものが多い。
- モハ15 ：民間所有（水戸市）
- モハ11 ：民間所有（鉾田市）
- クモハ352 ：民間所有（鉾田市）
- クハ109 ：清水市鉄道遺産保存会（静岡県静岡市）
- モハ1001 ：那珂郡東海村カーテン電車店「あさみや」
- モハ1003 ：松戸市「駄菓子屋ダイチャン」（2エンド）
- モハ1003 ：松戸市「昭和の杜博物館」
- モハ1009 ：民間所有（日立市）
- トム1001 ：栃木県の個人
- 架線作業車 ：栃木県の個人

#### 保存後に解体
- モハ10 ：民間所有（常陸太田市）
- モハ14 ：民間所有（鉾田市）
- モハ16 ：民間所有（水戸市）
- モハ1004・サハ1501・モハ1005 ：「東月庵」
- モハ1006 ：民間所有（水戸市）
- モハ12 ・クモハ110 ：民間所有（日立市)
- 3023号 ：日立市内の鉄道模型店に保存後、2016年に解体。

## 駅一覧
- 全線茨城県内に所在。所在地は廃止時のもの。
- 線路（全線単線） … ◇：列車交換可、｜：列車交換不可

| 駅名       | 駅間キロ | 営業キロ | 接続路線                             | 線路 | 所在地     |
| ---------- | -------- | -------- | ------------------------------------ | ---- | ---------- |
| 常北太田駅 | -        | 0.0      | 東日本旅客鉄道：水郡線（常陸太田駅） | ◇    | 常陸太田市 |
| 小沢駅     | 1.5      | 1.5      |                                      | ｜   | 常陸太田市 |
| 常陸岡田駅 | 1.0      | 2.5      |                                      | ◇    | 常陸太田市 |
| 川中子駅   | 1.8      | 4.3      |                                      | ｜   | 常陸太田市 |
| 大橋駅     | 1.8      | 6.1      |                                      | ◇    | 日立市     |
| 茂宮駅     | 1.0      | 7.1      |                                      | ｜   | 日立市     |
| 南高野駅   | 1.2      | 8.3      |                                      | ｜   | 日立市     |
| 久慈浜駅   | 1.1      | 9.4      |                                      | ◇    | 日立市     |
| 大甕駅     | 2.1      | 11.5     | 東日本旅客鉄道：常磐線               | ◇    | 日立市     |
| 水木駅     | 1.5      | 13.0     |                                      | ◇    | 日立市     |
| 大沼駅     | 1.4      | 14.4     |                                      | ◇    | 日立市     |
| 河原子駅   | 1.1      | 15.5     |                                      | ｜   | 日立市     |
| 桜川駅     | 1.1      | 16.6     |                                      | ◇    | 日立市     |
| 鮎川駅     | 1.5      | 18.1     |                                      | ◇    | 日立市     |

## 施設
変電所は、桜川変電所、シリコン整流器（500kW）、久慈浜変電所、シリコン整流器（1000kW）、常陸岡田変電所、シリコン整流器（500kW）。開業時は久慈変電所のみ、回転変流器（交流側454V直流側600V）直流側の出力150kW、常用1、予備1、製造所三菱電機。

## 接続路線
- 常北太田駅：水郡線（常陸太田駅）
- 大甕駅：常磐線

## 廃線跡の状況
廃線跡については、道路に転用された区間もあれば、特に整備されず空き地または畦道となっている区間もある。また各駅の駅舎やホームといった設備は全て取り壊されており、当時の面影を残すものは無くなっている。

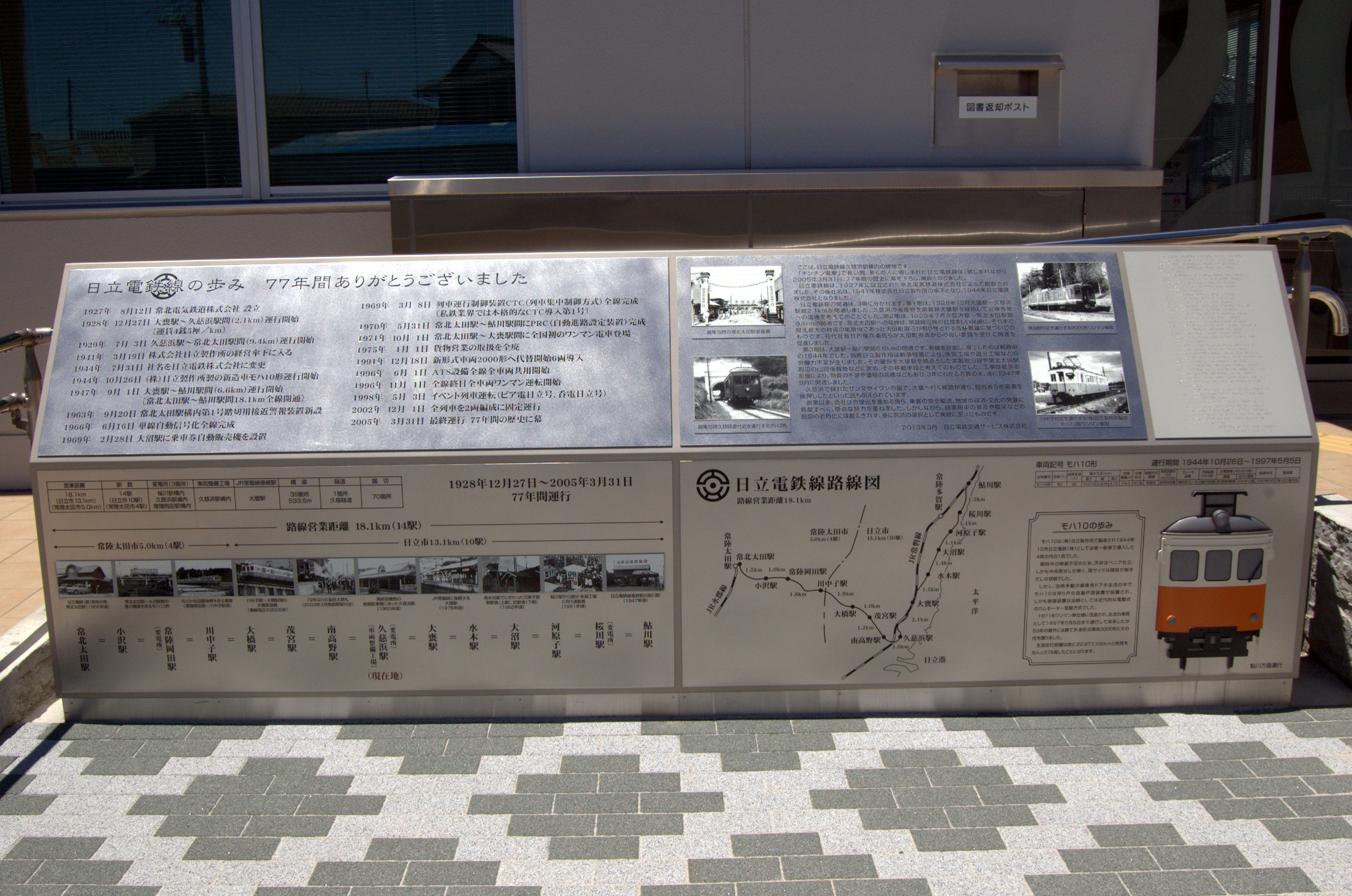
日立電鉄線の歴史を刻んだ銘板。画像右下にはモハ10形も描かれてる。

廃線から約8年後の2013年3月25日に旧久慈浜駅 - 大甕駅間の廃線跡の一部をバス専用道路へ転用し、ひたちBRTの運行が開始された。また同年4月24日には旧久慈浜駅に日立市立南部図書館が建設され、建物入口付近には日立電鉄線の歴史を刻んだ銘板と分岐器とレールの一部が設置されている（おそらく久慈浜駅で使用されていたもの）。そして建物自体も一部が日立電鉄の旧形電車の塗装を模したデザインとなっている。現在では日立電鉄があったことを示す唯一の物となっている。
2018年3月26日には旧大沼駅 - 旧河原子駅間付近の廃線跡がひたちBRTの専用道路となったため、大甕駅東口 - 常陸多賀駅間でもひたちBRTの運行が開始された。翌2019年3月16日には旧大甕駅 - 旧大沼駅間付近の廃線跡もひたちBRTの専用道路となったため、専用道区間は日立市立南部図書館から旧河原子駅付近までの約6.1 kmとなり、大甕駅西口への乗り入れも開始された。

## その他
- 七星闘神ガイファード - 第21話の撮影で使われている。
- この鉄道線の廃止に伴い、茨城県の私鉄で電化路線は廃止同年の2005年8月24日につくばエクスプレスが開業するまでの4か月間消滅していた。
- 石岡市に所在する気象庁地磁気観測所から半径30km以内にある路線は直流電化が不可能であり、そのため常磐線取手駅以北やつくばエクスプレス守谷駅以北が地磁気への影響の少ない交流で電化されており、関東鉄道常総線も電化できず非電化のまま余儀なくされている。日立電鉄線は全区間において地磁気観測所から半径40km以上離れていたので直流電化が可能であった。